# Espondeo
El espondeo (del griego σπονδεῖος ‘de la libación’) es un pie de métrica constituido por dos sílabas largas seguidas, habitualmente representadas así: ¯ ¯ (āā). 
El espondeo no constituye por sí mismo la base de ningún tipo de verso, porque daría lugar a un ritmo muy monótono, sino que aparece como forma alternativa o irregular de otros pies. Por ejemplo, es la alternativa al dáctilo en los cinco primeros pies del hexámetro dactílico. Así, el primer verso de la Eneida de Virgilio está formado por la secuencia dáctilo-dáctilo-espondeo-espondeo-dáctilo-espondeo:
```
   Ārmă vĭrūmquĕ cănō, Troīaē quī prīmŭs ăb ōrīs
```